# 신바람 세상
《김성은의 신바람 세상》은 대한민국의 방송국인 한국방송공사의 라디오 채널 KBS 해피FM(수도권 FM 106.1㎒, AM 603㎑)에서 오전 5시 5분부터 오전 6시까지 방송하는 라디오 방송이다. 2011년 11월 6일 자로 4년 만에 폐지되었다.

## 요일별 코너
- 월~금 : 신바람 영어한마디 (강순경), 사연에 노래 실어
- 월요일 : 주간 노인계소식(강경남), 지방 노인소식, 행복 상담실(승가대)
- 화요일 : 건강[한방], 건강[치매, 노화]
- 수요일 : 건강[양방], 여행정보(윤강영), 老 NO 세상
- 목요일 : 성씨의고향(배우리), 살맛나는 세상, 법률상당(안병희)
- 금요일 : 그 시절 그 노래(정홍택), 노래에 젊음 싣고(김경남)
- 토요일 : 김성은, 이정표의 신바람 세상 할아버지 할머니 (김성은, 이정표)
- 일요일 : 일요초대석 - 사연과 신청곡
- 건강코너는 김문호[한방], 김석대[치매, 노화] 박사가 한다. 건강[양방]은 매주마다 게스트가 바뀐다.

## 특징
- KBS 해피FM에서 유일하게 노인 전문 방송으로 방송중이다.

## 같이 보기
- KBS
- KBS 해피FM